# Aleksandr Daniševskij
Aleksandr Daniševskij (in russo Александр Владимирович Данишевский?, angl. Aleksandr Vladimirovich Danishevsky; Sebastopoli, 23 febbraio 1984) è un ex calciatore russo, di ruolo attaccante.

## Carriera

### Club
Vanta 10 presenze e 1 gol nelle competizioni UEFA per club.

### Nazionale
Ha giocato nelle nazionali giovanili russe Under-19 ed Under-21.

## Palmarès

### Club

#### Competizioni nazionali
- Perša Liha: 1

Sevastopol': 2012-2013